# Andrés Carballo Bustamante
Andrés Carballo Bustamante (Pichucalco, 29 de marzo de 1968) es un político mexicano, miembro del Partido Revolucionario Institucional (PRI). Fue presidente municipal de Pichucalco y en dos ocasiones diputado federal.

## Biografía
Estudió bachillerato en el Instituto de Ciencias y Artes de Chiapas, y es pasante de licenciatura en Administración Pública. Se dedicó a actividades como ganadero y comerciante, fue gerente general de la fábrica de muebles «NACAR», y director general del diario «La voz del Norte».
Es miembro del PRI desde 1985 e integrante del Frente Juvenil Revolucionario y en 1994 fue coordinador municipal del Movimiento Territorial del PRI en Pichucalco. En las elecciones estatales de 1995 intentó ser postulado candidato del PRI a presidente municipal de Pichucalco, pero al no lograrlo dejó el PRI y se unió al Partido del Trabajo (PT) y resultando triunfador, ejerció el cargo del 1 de enero de 1996 al 31 de diciembre de 1998, en 1997 el PT lo expulsó como miembro del partido y entonces retornó a militar en el PRI.
En 1999 fue delegado regional de la Comisión de Planeación y Desarrollo en la sección V, norte de Chiapas y ese mismo año, en la precampaña interna del PRI para elegir candidato a la presidencia de México, fue coordinador distrital de la de Roberto Madrazo Pintado y presidente de la fundación «Carlos Madrazo» en Chiapas.
En 2000 es postulado candidato del PRI a diputado federal por el Distrito 2 de Chiapas, resultó elegido al recibir el 49.10% de los votos, frente al 25.10% de su opositor de la coalición Alianza por México. En la LVIII Legislatura de dicho año al de 2003, fue integrante de las comisiones de Desarrollo Rural; de Energía; y, Especial de investigación de la planta nucleoeléctrica de Laguna Verde, en Veracruz.
Al terminar este cargo, fue presidente estatal del PRI en Chiapas, consejero nacional del partido, y en 2005 nuevamente coordinador de la precampaña de Roberto Madrazo en el proceso interno del PRI para elegir candidato a la presidencia en 2006. En 2006 es por segunda ocasión postulado candidato a diputado federal por la coalición Alianza por México por el Distrito 4 de Chiapas, es elegido con el 37.82% de los votos, frente al 34.84% del candidato de la coalición Por el Bien de Todos. Ejerció en la LX Legislatura de 2006 a 2009.
En 2012 el gobernador de Chiapas Manuel Velasco Coello lo nombró director del Instituto Estatal del Agua, donde en 2016 fue denunciado por acoso sexual por varias subordinadas.